# Franco Maspoli
Franco Maspoli (né le 22 novembre 1908 à Mendrisio et décédé le 17 octobre 1974 à Mendrisio) est une personnalité politique suisse membre du Parti démocrate-chrétien.

## Biographie
Franco Maspoli effectue sa scolarité à Mendrisio et à Einsiedeln, puis des études de droit à l'université de Berne. Il obtient un doctorat en 1932, puis un brevet d'avocat et de notaire deux ans plus tard. Membre du Parti démocrate-chrétien, il préside l'exécutif de la commune de Mendrisio, siège au Grand Conseil du canton du Tessin (1936-1959) et au Conseil national (1943-1965). En 1950, il se porte candidat, sans succès, au Conseil fédéral. De 1954 à 1961, il président le Parti démocrate-chrétien du canton du Tessin.
En 1963, alors qu'il est conseiller national, Franco Maspoli dépose un postulat demandant un renforcement de l'autonomie des différentes régions linguistiques de la Suisse. Il propose notamment que la composition du Conseil des États, la chambre haute, soit réformée et comprenne six représentants de chaque région linguistique en plus des représentants des cantons. Si le postulat est accepté par le Conseil national, il ne sera en revanche pas mis en œuvre.